# Stan Hasselgård
Åke Hasselgård (Sundsvall, 4 oktober 1922 - Decatur, 23 november 1948) was een Zweedse jazzklarinettist.

## Biografie
Hij groeide op in Bollnäs, ongeveer 20 km ten noorden van Stockholm, als zoon van een plaatselijke rechter. Hij studeerde daarna Engels en kunstgeschiedenis in Uppsala en sloot deze studies af in 1939. Daar leidde hij de dansband van de universiteit, die ook veel werd uitgezonden op televisie. In 1941 speelde hij klarinet in de amateurband Royal Swingers, in de stijl van Benny Goodman. Ze wonnen in hetzelfde jaar een prijs in het Nalen-danspaleis in Stockholm en Hasselgård speelde vervolgens met het orkest van Arthur Österwalls en het sextet van Simon Brehms, onderbroken door zijn militaire diensttijd in 1943/1944.
Na beëindiging van de studies in Uppsala ging hij naar New York, zogenaamd om kunstgeschiedenis te studeren aan de Columbia University. Direct op dezelfde avond ging hij in de club 'Famous Door' om Jack Teagarden en Peanuts Hucko te horen. Hij speelde daar spoedig in jamsessies, maar besloot daarna toch met zijn trompetvriend Johnny Windhurst te gaan spelen aan de westkust in Los Angeles.
Bij het spel met muzikanten als Barney Kessel, Red Norvo, Max Roach en Wardell Gray richtte hij de aandacht op de bop. Goodman hoorde hem en nodigde hem uit om in 1948 als solist te spelen in diens septet. Volgens Joachim Ernst Berendt kon hij het zonder twijfel opnemen met Goodman, volgens andere waarnemers had hij nog technische problemen en kon hij onder meer niet erg goed van het blad spelen. De opnamen met het septet van Goodman zijn in 1980 uitgebracht als 'Swedish Pastry' na liveopnamen in het Click in Philadelphia. Goodman had hem volgens Collier wel gehaald om een bopcontrast te verkrijgen. Hij ging nog kort op tournee met Goodman, maar het was volgens Collier absoluut niet zeker, dat hij hem wilde opnemen in zijn geplande bop-georiënteerde bigband.
Zijn veelbelovende carrière werd kort daarna door een auto-ongeluk in Illinois beëindigd. Aangezien hij slechts een toeristenvisum had, moest hij nu en dan de Verenigde Staten verlaten richting Mexico. De medepassagiers June Eckstine en (op de achterbank) hun chauffeur Bob Redcross kwam met lichte verwondingen ervan af. Hasselgård daarentegen werd uit de auto geslingerd en overleed. Hoogstwaarschijnlijk was hij achter het stuur in slaap gevallen. Het was echter onduidelijk, wie er had gereden. 
In 1983 ontstond in Zweden de documentaire film Die Stan Hasselgard Story van Jonas Sima, met interviews van onder andere Goodman, June Eckstine, Buddy DeFranco en Billy Bauer. Hij speculeert daarin, dat June Eckstine wilde scheiden van haar echtgenoot Billy Eckstine en misschien met Hasselgård wilde gaan trouwen in Las Vegas. Als zangeres toerde ze in 1945 met Dizzy Gillespie door de zuidelijke Staten. Ze werd later makelaar.

## Overlijden
Stan Hasselgård ligt begraven in Bollnäs in het familiegraf van John Larson. Hasselgård werd slechts 26 jaar. In 2002 kreeg Stan Hasselgård postuum de Zweedse Django d'Or.

## Discografie
- 1947: Stockholm Blues 1947 (Dragon Records) met Bob Lain, Gösta Törner
- 1947: 6 Titel auf Classic Capitol Records Jazz Sessions (Mosaic Records) met Red Norvo, Barney Kessel
- 1948: At Click 1948 (Dragon Records) met Benny Goodman, Teddy Wilson, Wardell Gray, eerder ook uitgebracht als Swedish Pastry , naar de titel van een nummer
- 1946-1948: Cottontop (Dragon Records)
- 1945-1948: The Permanent Hasselgard (Phontastic)

- Bibliothèque nationale de France: cb14017778g (data)
- International Standard Name Identifier: 0000 0000 3483 0046
- Library of Congress Control Number: n85244171
- MusicBrainz: 1c2aaab6-2366-41e3-8366-11ec2377786c
- Système universitaire de documentation: 250662825
- Virtual International Authority File: 10046412
- WorldCat: E39PBJrcjgQMkQp9HWW6GT34v3